# Abdul-Ahad Sana
Abdul-Ahad Sana (ur. 10 grudnia 1922 w Araden, Irak, zm. 28 lutego 2007) – iracki duchowny katolicki obrządku chaldejskiego, biskup diecezji Alkusz w latach 1960–2001, uczestnik soboru watykańskiego II.

## Życiorys
Abdul-Ahad Sana otrzymał święcenia kapłańskie 15 maja 1947 roku. W 1960 papież Jan XXIII mianował go biskupem nowo utworzonej diecezji Alkusz w Iraku. Sana pełnił funkcję ordynariusza diecezji przez ponad czterdzieści lat. W czasie swojej posługi uczestniczył w pracach soboru watykańskiego II jako ojciec soborowy. W 2001 roku papież Jan Paweł II przyjął jego rezygnację z urzędu biskupa diecezjalnego.
Po jego odejściu stanowisko biskupa Alkusz objął Mikha Pola Maqdassi.